# Olympische Sommerspiele 1988/Synchronschwimmen – Duett
Das Synchronschwimmen im Duett bei den Olympischen Spielen 1988 in Seoul fand vom 27. September bis 1. Oktober 1988 in der Jamsil-Schwimmhalle statt.
Die beiden Kanadierinnen Michelle Cameron und Carolyn Waldo erzielten das beste Resultat und erhielten als Olympiasiegerinnen die Goldmedaille. Platz zwei belegte das Geschwisterpaar Karen und Sarah Josephson aus den Vereinigten Staaten vor dem japanischen Duo Miyako Tanaka und Mikako Kotani, das sich die Bronzemedaille sicherte.

## Qualifikation
Die acht besten Duos erreichten das Finale, in welches die Punktzahl des Technikdurchlaufs übernommen wurde. 
| Platz | Name                                  | Nation             | Technik | Kür   | Gesamt  |
| ----- | ------------------------------------- | ------------------ | ------- | ----- | ------- |
| 01    | Michelle Cameron / Carolyn Waldo      | Kanada             | 98,917  | 98,40 | 197,317 |
| 02    | Sarah Josephson / Karen Josephson     | Vereinigte Staaten | 97,684  | 98,60 | 196,284 |
| 03    | Miyako Tanaka / Mikako Kotani         | Japan              | 92,759  | 96,80 | 189,559 |
| 04    | Karine Schuler / Anne Capron          | Frankreich         | 88,592  | 95,20 | 183,792 |
| 05    | Edith Boss / Karin Singer             | Schweiz            | 88,950  | 94,20 | 183,150 |
| 06    | Marija Tschernjajewa / Tatjana Titowa | Sowjetunion        | 88,667  | 93,60 | 182,267 |
| 07    | Nicola Shearn / Lian Goodwin          | Großbritannien     | 86,275  | 91,60 | 177,875 |
| 08    | Sonia Cárdeñas / Lourdes Candini      | Mexiko             | 83,800  | 91,20 | 175,000 |
| 09    | Tan Min / Luo Xi                      | China              | 82,742  | 91,00 | 173,742 |
| 10    | Heike Friedrich / Gerlind Scheller    | BR Deutschland     | 83,792  | 88,80 | 172,592 |
| 11    | Kim Muin-su / Ha Soo-kyung            | Südkorea           | 82,200  | 89,60 | 171,800 |
| 12    | Érika MacDavid / Eva Riera            | Brasilien          | 83,425  | 87,60 | 171,025 |
| 13    | Lisa Lieschke / Semon Rohloff         | Australien         | 79,642  | 86,40 | 166,042 |
| 14    | Eva López / Núria Ayala               | Spanien            | 77,475  | 86,20 | 163,675 |
| 15    | Yvette Thuis / Roswitha Lopez         | Aruba              | 72,375  | 79,60 | 151,975 |

## Finale
| Platz | Name                                  | Nation             | Technik | Kür   | Gesamt  |
| ----- | ------------------------------------- | ------------------ | ------- | ----- | ------- |
| 1     | Michelle Cameron / Carolyn Waldo      | Kanada             | 98,917  | 98,80 | 197,717 |
| 2     | Sarah Josephson / Karen Josephson     | Vereinigte Staaten | 97,684  | 99,60 | 197,284 |
| 3     | Miyako Tanaka / Mikako Kotani         | Japan              | 92,759  | 97,40 | 190,159 |
| 4     | Karine Schuler / Anne Capron          | Frankreich         | 88,592  | 96,20 | 184,792 |
| 5     | Edith Boss / Karin Singer             | Schweiz            | 88,950  | 95,00 | 183,950 |
| 6     | Marija Tschernjajewa / Tatjana Titowa | Sowjetunion        | 88,667  | 94,00 | 182,667 |
| 7     | Nicola Shearn / Lian Goodwin          | Großbritannien     | 86,275  | 92,80 | 179,075 |
| 8     | Sonia Cárdeñas / Lourdes Candini      | Mexiko             | 84,633  | 92,20 | 176,833 |